# Callistocypridinae
Callistocypridinae is een onderfamilie van kreeftachtigen uit de klasse van de Ostracoda (mosselkreeftjes).

## Soort
- Callistocypris Schornikov, 1980